# Aonbike
Aonbike är en ö i Kiribati.   Den ligger i örådet Makin och ögruppen Gilbertöarna, i den norra delen av landet, 220 km norr om huvudstaden Tarawa. Arean är 0,19 kvadratkilometer.
Terrängen på Aonbike är mycket platt. Öns högsta punkt är 10 meter över havet. Den sträcker sig 0,8 kilometer i nord-sydlig riktning, och 0,5 kilometer i öst-västlig riktning.